# Phare de Straumnes (Vestfirðir)
Pour les articles homonymes, voir Phare de Straumnes.
Le phare de Straumnes est un phare situé sur la pointe de la péninsule de Straumnesfjall dans la région des Vestfirðir.